# 山岡清利
山岡 清利（やまおか きよとし、1971年 - ）は、北海道札幌市在住の実業家。

## 略歴
株式会社満室研究所代表。栃木県生まれ。高校卒業後に上京、大手警備会社に就職。25歳の誕生日に辞表を提出し、WEB運営会社を起業、数年後には年商1億円以上の企業に成長させる。2007年に会社を売却、北海道で移住し、不動産賃貸事業を始めた。得意のDIY技術を生かしたバリューアップリフォームや仲介業者へのアピール方法などを研究し、激戦区で満室経営を続けている。不動産管理状況巡回報告サービス業「報告ネット」の代表として、札幌に物件を持つ遠方在住の不動産所有者等をサポートしている。北海道新聞・フジサンケイビジネスアイ・住宅産業新聞・全国賃貸住宅新聞・グローバルオーナーズ・家主と地主・常口アトム住宅新聞・BIG tomorrow・財界さっぽろ・北海道文化放送スーパーニュース・ＴＶ北海道けいざいナビ北海道など、多くのメディアに取り上げられている。また、不動産情報siteへの投稿も多数ある。

## 著作
- (旧版)「遠方・地方・激戦区」でも満室大家になる方法  –  ごま書房新社　2012/12/26
- (新版)「遠方・地方・激戦区」でも満室大家になる方法~大家の駆け込み寺「満室研究所」所長が教える 単行本  – ごま書房新社 2014/3/1